# Легенда об ударе ножом в спину
Легенда об ударе ножом в спину (нем. Dolchstoßlegende) или миф об ударе ножом в спину — теория заговора, объяснявшая поражение Германии в Первой мировой войне обстоятельствами не военного, а внутриполитического характера. Согласно этой легенде, германская армия вышла непобеждённой с полей сражений Мировой войны, но получила «удар в спину» от оппозиционных «безродных» штатских на родине. Антисемиты при этом увязывали «внутренних» и «внешних» врагов империи с еврейским заговором. Легенда зародилась в националистических и консервативных кругах Германии, была поддержана и пропагандировалась представителями высшего военного командования страны и перекладывала вину за поражение в войне с армии на ту часть немецкого общества (социал-демократы, коммунисты, евреи), которая в военные годы критиковала правительство и армию, осуждала войну, солидаризировалась с забастовочным движением и, по их мнению, не демонстрировала патриотизм.
Легенда об ударе ножом в спину использовалась идеологами Немецкой национальной народной партии, Народного движения и других правых экстремистских организаций и партий в пропаганде во время Ноябрьской революции, против Версальского договора, левых партий, первых правительственных коалиций Веймарской республики и Веймарской конституции. Сторонники мифа называли руководителей германского правительства, подписавших перемирие 11 ноября 1918 года, «ноябрьскими преступниками» (Novemberverbrecher).
Легенда об ударе ножом в спину вошла в историю Новейшего времени как пример сознательно сконструированной фальсификации истории и идеологии оправдания военной и национально-консервативной элит кайзеровской Германии. Она стала благодатной почвой для расцвета национал-социалистической идеологии.
Когда нацисты пришли к власти в 1933 году, они сделали теорию заговора неотъемлемой частью официальной истории 1920-х годов, изображая Веймарскую республику как дело рук «ноябрьских преступников», которые «нанесли удар в спину», чтобы захватить власть. Нацистская пропаганда изображала Веймарскую Германию как «болото коррупции, вырождения (дегенерации), национального унижения, беспощадного преследования честной национальной оппозиции — четырнадцать лет правления евреев, марксистов и культурного большевизма, которые в конце концов были сметены национал-социалистическим движением и победой национальной революции 1933 года».
Историки внутри и вовне Германии хоть и признают, что экономический и моральный упадок в тылу был фактором поражения Германии, но единогласно опровергают этот миф. Историки и военные теоретики указывают на отсутствие дальнейших резервов имперской немецкой армии, опасность вторжения с юга (после капитуляции Австро-Венгрии) и подавляющее превосходство многочисленных сил союзников над немецкими войсками на западном фронте, особенно после вступления Соединенных Штатов в войну. Другими словами, к осени 1918 года Германия уже проиграла войну в военном отношении.

## Исторический контекст
К концу Первой мировой войны немецкий Генеральный штаб контролировал не только армию, но и большую часть экономики посредством закона о патриотической вспомогательной службе от декабря 1916 года, который в рамках программы Гинденбурга-Людендорфа направлялся на полную мобилизацию экономики для военного производства.
Однако для реализации закона генерал-фельдмаршал Пауль фон Гинденбург и его начальник штаба, первый генерал-квартирмейстер Эрих Людендорф должны были пойти на значительные уступки профсоюзам и Рейхстагу. Гинденбург и Людендорф пригрозили отставкой императору Вильгельму II в июле 1917 года, если он не отправит в отставку канцлера Теобальда фон Бетманна-Гольвега. Он утратил для них свою полезность, когда вопреки воле канцлера Рейхстаг принял резолюцию о мире, призывающую к переговорам о мире без аннексий и контрибуций. Военным нужен был канцлер, который бы пользовался доверием рейстага. Новым канцлером стал Георг Михаэлис, чье назначение поддержал генштаб. Но он пробыл на посту всего 100 дней — и стал первым канцлером, отстраненным от должности Рейхстагом, а не императором.
После многих лет войны и огромных потерь Британия и Франция опасались начинать вторжение в Германию. Однако союзники были снабжены Соединенными Штатами, у которых были свежие армии. На Западном фронте, хоть линия Гинденбурга была прорвана и немецкие войска отступали, союзные армии пересекли немецкую границу 1914 года только в нескольких местах в Эльзасе-Лотарингии. Тем временем, на Восточном фронте Германия уже выиграла войну против России и заключила Брестский мир. На Западе Германия добилась успехов в весеннем наступлении 1918 года, но наступление исчерпалось, как и немецкие резервы. Союзники перегруппировались и в Стодневном наступлении отвоевали утраченные позиции. Внося свой вклад в в легенду об ударе ножом в спину, неудача немецкого наступления возлагалась командованием на забастовки в военной промышленности, которые якобы оставили солдат без достаточного снабжения. Забастовки рассматривались как спровоцированные предательскими элементами, причем большую часть вины возлагали на евреев.
Слабость стратегической позиции Германии усугубилась крахом других Центральных держав к концу 1918 года после побед союзников на македонском и итальянском фронтах. Болгария подписала перемирие 29 сентября 1918 года в Салониках. 30 октября Османская империя капитулировала в Мудросе. Перемирие с Австро-Венгрией было подписано 3 ноября. Австрия и Венгрия подписали отдельные договоры о мире после распада Австро-Венгерской империи.
Капитуляция Австро-Венгрии оставила южную границу Германии под угрозой вторжения союзников. 4 ноября союзники решили подготовить наступление через Альпы тремя армиями в направлении Мюнхена с австрийской территории в течение пяти недель.

Когда немецкое наступление на Западном фронте провалилось в 1918 году, Гинденбург и Людендорф признали, что в военном плане Германия обречена. Они объявили кайзеру Вильгельму II, что фронт может держаться лишь в течение пары недель, поэтому необходимо, чтобы он договорился о перемирии и быстро перешел к парламентскому правительству в Германии, как требовали четырнадцать пунктов Вильсона. Без перехода к парламентской демократии США отказывались вести переговоры с Германией. Гинденбург и Людендорф начали предпринимать шаги, чтобы переложить вину за поражение в войне с себя и немецкой армии на других. Людендорф сказал подчиненным 1 октября:
Я … попросил Его Величество включить в правительство те круги, которые в значительной степени ответственны за то, что все сложилось именно так. Теперь мы увидим, как эти господа займут министерства. Пусть они подпишут мирный договор, который теперь должен быть предметом переговоров. Пусть они едят суп, который они нам сварили!
Оригинальный текст (нем.)Ich habe aber S.M. gebeten, jetzt auch diejenigen Kreise an die Regierung zu bringen, denen wir es in der Hauptsache zu danken haben, daß wir so weit gekommen sind. Wir werden also diese Herren jetzt in die Ministerien einziehen sehen. Die sollen nun den Frieden schließen, der jetzt geschlossen werden muß. Sie sollen die Suppe jetzt essen, die sie uns eingebrockt haben!
Таким образом, Людендорф старался подставить политиков-республиканцев, многие из которых были социалистами, которые должны были войти в правительство и вести переговоры о перемирии с союзниками. Они были выбраны в качестве козлов отпущения, чтобы взять на себя вину за поражение в войне вместо Людендорфа и Гинденбурга. Обычно во время войны переговоры о перемирии велись между военными командирами враждующих сил, но Гинденбург и Людендорф тайно настояли, чтобы командование принципиально не участвовало в переговорах и что новое гражданское правительство должно единолично вести переговоры. Позиция военных была такова: «Партии левых должны принять на себя одиозность этого мира. Буря гнева тогда обернется против них», после чего военные в будущем как спасители смогли бы вмешаться и взять власть в свои руки, чтобы гарантировать, что все снова будет идти «по-старому» (как при Кайзере).
Продвинутый на свою должность генштабом канцлер Германии принц Максимилиан Баденский 5 октября 1918 года связался с президентом США Вудро Вильсоном и заявил, что Германия готова принять его «Четырнадцать пунктов» в качестве основы для переговоров. В ответ Вильсон потребовал, чтобы Германия приняла парламентскую демократию, отказалась от территорий, которые она оккупировала на тот момент, и значительно разоружилась, включая отказ от немецкого флота открытого моря. 26 октября Людендорф был удален со своего поста императором и заменен генерал-лейтенантом Вильгельмом Грёнером, который начал готовить вывод войск и демобилизацию армии.
11 ноября 1918 года представители новообразованной Веймарской республики, созданной после Ноябрьской революции 1918—1919 годов, вынудившей кайзера отречься от престола, подписали перемирие, положившив конец военным действиям. Военные командиры договорились: общественность не должна знать, что именно военное командование запросило перемирие, так как они хотели, чтоб ассоциацию с поражением взяли исключительно республиканцы, демократы, либералы и социалисты, а не армия. Подпись в документе о перемирии поставил Маттиас Эрцбергер, которого позже убили за якобы «измену Родине». В своей автобиографии преемник Людендорфа Грёнер заявил: «Меня вполне устраивало, что армия и Верховное командование оставались максимально невиновными в этих жалких переговорах о перемирии, от которых нельзя было ожидать ничего хорошего».
Находящаяся под жесткой цензурой немецкая пресса на протяжении всей войны сообщала только о победах, а сами территории Германии вплоть до перемирия не были оккупированы, а сама Германия оккупировала значительную часть чужой территории. В итоге для немецкой общественности просьба о перемирии выглядела очень внезапно и необоснованно. Кроме этого, немцы не знали, что о перемирии просили их военные лидеры, также немецкое общество не знало, что немецкая армия отступала после того, как ее последнее наступление провалилось. Примечательно, что вплоть до решения командования о запросе перемирия в октябре 1918 года настоящее положение на фронте не было известно не только императору, но и членам рейхстага, которые также систематически дезинформировались военными.
Таким образом были созданы условия для «мифа об ударе в спину», в котором высшее военное командование в виде Гинденбурга и Людендорфа считалось невиновным, немецкая армия рассматривалась как непобедимая на поле боя, а республиканские политики — особенно социалисты — обвинялись в предательстве Германии. Вина была возложена на них и за то, что они подписали Версальский договор в 1919 году, который привел к территориальным потерям и серьезным финансовым проблемам для новой республики, включая парализующий график репарационных выплат.
Консерваторы, националисты и бывшие военные лидеры начали критиковать Версальский договор и политиков Веймарской республики: больше всего социалистов, коммунистов и евреев. Даже католики вызывали подозрение из-за их предполагаемой верности Папе Римскому и якобы отсутствия патриотизма (католическая партия Центра входила в состав Веймарской коалиции). Утверждалось, что эти группы недостаточно поддерживали войну и сыграли роль в предательстве Германии. Эти «ноябрьские преступники» и извлекшие выгоду из образованной Веймарской республики «нанесли удар в спину». Считалось, что они провоцировали беспорядки и организовывали забастовки в критически важных военных отраслях промышленности ради поражения Германии, либо наживались на бедах Германии. Сторонники мифа представляли дело так: из-за предательства Германия якобы была лишена однозначной и оглушительной победы в Первой мировой войне в решающий момент.

## Оценки военного положения Германии в Первой мировой к осени 1918 года

### Оценки во время войны
В октябре 1918 года командующий войсками Британии и стран Содружества на западном фронте Дуглас Хейг, когда консультировался по условиям перемирия, заявил: «Германия не сломлена в военном смысле. В течение последних недель ее войска отступали, сражаясь очень храбро и в отличном порядке». Верховный главнокомандующий союзными войсками Фердинанд Фош согласился с этой оценкой: «немецкая армия, несомненно, могла бы занять новую позицию, и мы не могли бы этому помешать». Когда его спросили, сколько времени, по его мнению, потребуется немецким войскам, чтобы переправиться через Рейн, Фош ответил: «Может быть, три, может быть, четыре или пять месяцев, кто знает?».
В частной переписке Хейг был более оптимистичен. В письме к жене в середине октября 1918 года он написал: «я думаю, что теперь мы разбили их армию». Хейг отметил в своем дневнике от 11 ноября 1918 года, что немецкая армия находится в «очень плохом» состоянии из-за неподчинения и недисциплинированности в рядах.
В октябре 1918 года британская армейская разведка оценила немецкие резервы как весьма ограниченные: на всем западном фронте насчитывалось всего 20 дивизий, из которых только пять оценены как «свежие». Однако они также подчеркнули, что немецкие призывники 1920 года (то есть молодые люди, которые были бы призваны в 1920 году при обычных обстоятельствах, но призваны раньше) удерживались в качестве дополнительного резерва и были бы включены в немецкие дивизии зимой 1918 года, если бы война продолжилась.  Воздушная разведка также выявила отсутствие каких-либо подготовленных и укрепленных позиций за линией Гинденбурга. В докладе отставного немецкого генерала Макса Монжела, который ранее связывался с британской разведкой для обсуждения мирных инициатив, говорилось: «военное положение отчаянное, если не безнадежное, но это ничто по сравнению с внутренним положением из-за быстрого распространения большевизма».

### Оценки после войны
В 1930 году британский военный теоретик Бэзил Лиддел Гарт писал:
Принятие Германией этих суровых условий [перемирия в Компьене] было ускорено не столько существующей ситуацией на западном фронте, сколько крахом тыла в сочетании с опасностью нового удара через Австрию.
Оригинальный текст (англ.)The German acceptance of these severe terms was hastened less by the existing situation on the western front than by the collapse of the "home front," coupled to exposure to a new thrust in the rear through Austria.
Анализируя роль событий на Западном фронте в решении Германии капитулировать, Гарт особо подчеркнул важность новых военных угроз для Германии, к отражению которых она была не готова, а также развитие событий внутри Германии:
Исключительно значимым было решение от 4 ноября, после капитуляции Австрии, подготовить концентрическое наступление на Мюнхен тремя союзными армиями, которые должны были собраться на австро-германской границе в течение пяти недель. Кроме того, воздушные силы Тренчарда собирались бомбить Берлин: в масштабах, доселе невиданных в воздушной войне. И численность американских войск в Европе теперь возросла до 2 085 000, а число дивизий — до сорока двух, из которых тридцать две были готовы к бою.
Оригинальный текст (англ.)More truly significant was the decision on November 4, after Austria’s surrender, to prepare a concentric advance on Munich by three Allied armies, which would be assembled on the Austro-German frontier within five weeks. In addition Trenchard’s Independent Air Force was about to bomb Berlin: on a scale hitherto unattempted in air warfare. And the number of American troops in Europe had now risen to 2,085,000, and the number of divisions to forty-two, of which thirty-two were ready for battle.
Немецкий историк Иммануэль Гайс также подчеркивал значение распада Австро-Венгрии, а также внутренних факторов, влияющих на Германию, для окончательного решения заключить мир:
Какие бы сомнения ни оставались в умах немцев о необходимости сложить оружие, они были окончательно разрушены событиями внутри и за пределами Германии. 27 октября император Карл выплеснул губку […] Германия оказалась открыта для вторжения через Богемию и Тироль в Силезию, Саксонию и Баварию. Вести войну на чужой земле — это одно, а вот иметь разрушения современной войны на немецкой земле — совсем другое.
Гайс далее связал эту угрозу границам Германии с тем, что немецкое революционное движение возникло сначала в землях, которым и угрожало вторжения — Баварии и Саксонии. По мнению Гайса, это привело к двум конкурирующим движениям за мир — одно «сверху» из элиты, которые хотели использовать мир для сохранения статус-кво, и одно «снизу», которое хотело использовать мир для установления социалистического и демократического государства.

Военно-морской историк и ветеран королевского флота Первой мировой войны капитан Стивен Роскилл оценил ситуацию на море так:
Нет никаких сомнений: в 1918 году силы союзников нанесли тяжелое поражение [немецким] подводным лодкам… так называемый «удар в спину» гражданскими — вымысел немецкого милитаристского воображения.
Оригинальный текст (англ.)There is no doubt at all that in 1918 Allied anti-submarine forces inflicted a heavy defeat on the U-boats ... the so-called 'stab in the back' by the civil population's collapse is a fiction of German militaristic imagination.
Тем не менее, он также старался сбалансировать свою позицию и говорил про «триумф невооруженных сил» (давление со стороны немецкого населения в пользу мира под влиянием блокады союзников) был фактором победы союзников наряду с вооруженными силами, включая военно-морские, сухопутные и военно-воздушные.

## Развитие легенды об ударе ножом в спину
Однако широкое распространение и принятие мифа об «ударе в спину» произошло благодаря его использованию высшими военными Германии. Весной 1919 года главным советником Людендорфа по вопросам политики и экономики армейский полковник Макс Бауэр опубликовал книгу «Могли мы избежать, победить или прервать войну?», в которой писал: «[война] была проиграна только и исключительно из-за провала со стороны тыла».
Людендорф и Гинденбург, верховные главнокомандующие немецкой армии, в первую очередь ответственны за создание и популяризацию мифа о том, что армия не была побеждена на поле боя, а была предана в тылу.
Идея об ударе в спину как главной причине поражения так понравилась Людендорфу, что он решил сделать из неё «официальную» версию причины поражения от лица Генштаба: это привело к её распространению в немецком обществе. Ее подхватили немецкие правые и её использовал даже кайзер Вильгельм II в мемуарах 1920-х годов. Правые использовали легенду об ударе в спину для критики правительства Веймарской республики во главе с СДПГ, которая пришла к власти после отречения кайзера. Однако даже СДПГ внесла вклад в развитие мифа, когда рейхспрезидент и лидер СДПГ Фридрих Эберт сказал возвращавшимся в Берлин войскам 10 ноября 1918 года: «Ни один враг вас не победил» (kein Feind hat euch überwunden!) и «они вернулись непобежденными с поля боя» (sie sind vom Schlachtfeld unbesiegt zurückgekehrt). Последняя цитата была сокращена до «непобежденные на поле боя» (im Felde unbesiegt) и использовалась как полуофициальный девиз рейхсвера. Эберт стремился этим высказыванием выразить дань уважения немецким солдатам и завоевать их лояльность для частей фрайкора, но в сущности это только способствовало распространению мифа.
Дальнейшие «доказательства» обоснованности мифа появились в книге британского генерала Фредерика Бартона Мориса «Последние четыре месяца» 1919 года. В книге Морис указывает на техническую невозможность разгрома германской армии осенью 1918 года и последующего быстрого продвижения войск Антанты к немецкой границе и вглубь Германии. При дальнейшем развитии Стодневного наступления союзники физически не смогли бы получить и доли необходимого тылового обеспечения из-за уже предельной пропускной способности французской железнодорожной сети, полного разрушения транспортной инфраструктуры в зоне боев и методичного её уничтожения или минирования немцами при отступлении.
«С учётом такой ситуации на фронте, сложившейся к подписанию перемирия и сохранявшейся после него, было очевидно, что масштабное и быстрое продвижение бельгийской, английской, французской и американской армий к р. Маас и далее, которое могло бы обеспечить полное уничтожение германских армий и завершить войну „колоссальным Седаном“, просто исключалось из рассмотрения…
Фактически продолжение боевых действий после 11 ноября 1918 года очень скоро потребовало бы остановить союзные армии между голландской границей и р. Маас и ждать восстановления тыловых дорог, железнодорожных путей и возобновления нормальной работы системы снабжения. То есть оказалось бы необходимым дать врагу передышку, которая позволила бы ему восстановить хотя бы некий порядок в своих рядах и организованно отступить к Маасу, где он смог бы занять очень сильные позиции на гораздо более коротком фронте. Это означало бы необходимость проведения ещё, как минимум, одного крупного сражения и стоило бы нам очень многих жизней».
Немецкие рецензии на книгу неверно истолковали её как доказательство легенды: немецкая армия якобы была предана в тылу и «убита кинжалом сзади гражданскими» (von der Zivilbevölkerung von hinten erdolcht). Такую интерпретацию Морис опровергал в немецкой прессе, но безрезультатно. По словам Уильяма Л. Ширера, Людендорф использовал рецензии на эту книгу, чтобы убедить Гинденбурга в обоснованности мифа.
18 ноября 1919 года Людендорф и Гинденбург предстали перед Комитетом Рейхстага по расследованию виновности в Первой мировой войне от недавно избранного Веймарского учредительного собрания, который расследовал причины войны и причины поражения в ней Германии. Два генерала появились в гражданской одежде: они объяснили это тем, что ношение их военной униформы будет проявлением слишком большого уважения к комитету. Гинденбург отказался отвечать на вопросы председателя комитета и вместо этого зачитал заявление, написанное Людендорфом. В своих показаниях он процитировал то, что якобы произнёс британский генерал: это стало самой запоминающейся частью его показаний. Гинденбург заявил в конце речи: «Как совершенно справедливо сказал английский генерал, германской армии нанесли удар ножом в спину».

Подробности о легенде об ударе ножом в спину кратко упоминаются кайзером Вильгельмом II в мемуарах:
Я немедленно вызвал фельдмаршала фон Гинденбурга и генерал-квартирмейстера генерала Грёнера. Генерал Грёнер снова объявил, что армия больше не может сражаться и желает больше всего отдыха, поэтому любое перемирие должно быть безоговорочно принято; что перемирие должно быть заключено как можно скорее, так как армия имела припасов только на шесть-восемь дней и была отрезана от всех дальнейших поставок мятежниками, которые заняли все склады припасов и мосты через Рейн; что по какой-то необъяснимой причине комиссия по перемирию, отправленная во Францию — состоящая из Эрцбергера, посла графа Оберндорфа и генерала фон Винтерфельдта — которая пересекла французские линии двумя вечерами ранее, не прислала никакого отчета о характере условий.
Гинденбург в мемуарах также упомянул легенду, когда объяснял отречение кайзера:
Заключение перемирия было близко. В момент наивысшего военного напряжения в Германии вспыхнула революция, повстанцы захватили мосты через Рейн, важные арсеналы и транспортные узлы в тылу армии, тем самым поставив под угрозу снабжение боеприпасами и продовольствием, тогда как запасов в руках войск хватало лишь на несколько дней. Войска на линиях связи и резервы распустились, и поступили неблагоприятные донесения о надежности полевой армии.
Примечательно, что Гинденбург на основе популярности фельдмаршала «непобежденной армии» выиграл президентские выборы в Германии в 1925 году.
Другой причиной популярности легенды была деятельность т. н. «Циммервальдского движения», участники которого призывали к принуждению правительств воюющих стран к миру путем классовой борьбы. Некоторая часть населения Германии воспринимала такую деятельность немецких социалистов и социал-демократов, составлявших почти четверть участников Циммервальдской конференции, как предательство национальных интересов.

## Происхождение термина
Метафора об «ударе ножом в спину» использована впервые в статье в «Новой цюрихской газете» (нем. Neue Zürcher Zeitung) от 17 декабря 1918 года. В ней цитировалось высказывание британского генерала сэра Фредерика Мориса в интервью британской газете The Daily News:
Что касается германской армии, то общее мнение можно выразить в следующих словах: удар в спину ей нанесло гражданское население.
Эту версию происхождения выражения в ноябре-декабре 1919 года подтвердили оба генерала из командования германских войск — Эрих Людендорф и Пауль фон Гинденбург. В своих воспоминаниях Людендорф упоминает о якобы состоявшейся в июле 1919 года беседе с генералом Нилом Малкольмом, в которой он объяснял британцу причины поражения Германии, а Малкольм переспросил: «Вы имеете в виду, что вас ударили ножом в спину?».
Немецкий историк Борис Барт обнаружил следующее высказывание депутата рейхстага Эрнста Мюллера-Мейнингена, который 2 ноября 1918 года на встрече, организованной в мюнхенской пивной «Лёвенбройкеллер», призывал революционно настроенную аудиторию к стойкости:
Пока держится передовая, наша обязанность на родине, чёрт возьми, — стоять до конца. Нам будет стыдно перед нашими детьми и внуками, если мы рухнем на спину фронта и воткнём в него нож.
По словам историка Рихарда Штайгманна-Галла, концепция удара в спину восходит к проповеди, произнесенной 3 февраля 1918 года протестантским капелланом Бруно Дёрингом за девять месяцев до окончания войны.
Образ ножа в спину восходит к эпизоду смерти Зигфрида в «Песне о Нибелунгах». Эту ассоциацию в 1920 году в своей книге «Из моей жизни» (нем. Aus meinem Leben) подтвердил Гинденбург.

## Судебный процесс 1925 года
В 1925 году публицист социал-демократического лагеря Мартин Грубер заявил, что легенда об ударе ножом в спину, справедливость которой отстаивал правоконсервативный публицист Пауль Николаус Коссман и возглавляемый им журнал Süddeutsche Monatshefte, вздор и клевета. Коссман подал на Грубера в суд. Процесс привлёк широкое общественное внимание, в качестве свидетелей на нём выступили некоторые ведущие политики, в частности, Густав Носке и Филипп Шейдеман. В итоге Коссман выиграл дело: Грубер вынужден был заплатить 3000 рейхсмарок штрафа, а в общественном мнении укрепилась мысль о том, что справедливость версии о предательстве подтверждена решением суда.

## Антисемитский аспект
Антисемитизм немецкой армии проявился задолго до того, как миф об ударе ножом в спину стал оправданием военных ради снятия с себя ответственности за поражение в войне. В разгар войны в октябре 1916 года армия приказала провести перепись евреев в войсках(Judenzählung) с намерением показать, что евреи якобы недостаточно представлены на передовой и что они якобы чрезмерно представлены на небоевых позициях. Вместо этого перепись показала прямо противоположное: евреи (0,9 % населения Германии) были адекватно представлены в армии в целом (примерно 16 % всего еврейского населения Германии пошло в имперскую армию, что соответствует проценту мобилизованного населения Германской империи), и были чрезмерно представлены на боевых позициях на фронте (около 1,5 % немецких фронтовиков были евреями). Армейское руководство решило скрыть результаты этой переписи.
Миф о еврейском заговоре в поражении Германии опирался на деятельность таких людей как Курт Эйснер, немецкий еврей, живший в Мюнхене. Он писал о незаконном характере войны с 1916 года и принимал большое участие в Мюнхенской революции, пока его не убили в феврале 1919 года.
Веймарская республика под руководством Фридриха Эберта и СДПГ жестоко подавляла восстания прокоммунистических рабочих с помощью Густава Носке и генерала рейхсвера Вильгельма Грёнера, а также терпела формирование правомонархических военизированных фрайкоров по всей Германии. Но несмотря на такую терпимость и готовность к компромиссу с консервативными силами, легитимность республики и её руководства постоянно подвергалось нападкам и обвинениями в предательстве в рамках мифа об ударе ножом в спину. Многие из представителей республики, такие как Маттиас Эрцбергер и еврей Вальтер Ратенау, были убиты, а лидеры Веймарской республики заклеймены как «преступники» и «евреи» правой прессой, во главе которой стоял Альфред Гугенберг.
Нацистская версия мифа об ударе в спину опубликована в 1922 году антисемитским теоретиком нацизма Альфредом Розенбергом в книге «Сионизм, враг государства» (Der Staatsfeindliche Zionismus). Розенберг обвинил немецких сионистов в том, что они работали на поражение Германии и поддерживали Великобританию посредством Декларации Бальфура.

## Последствия

### Межвоенный период
Легенда об ударе ножом в спину — центральный образ в пропаганде ультраправых и консервативных Веймарских политических партий, включая НСДАП Адольфа Гитлера. Для самого Гитлера эта объяснительная модель Первой мировой войны имела решающее значение на личном уровне. Он узнал о поражении Германии, когда лечился от временной слепоты после газовой атаки на фронте. В Mein Kampf он описал свое видение поражения в войне, которое и побудило его заняться политикой. На протяжении всей своей карьеры он выступал против «ноябрьских преступников» 1918 года, которые якобы нанесли удар в спину немецкой армии.

### Вторая мировая война
Политика безоговорочной капитуляции союзников разработана в 1943 году отчасти для того, чтобы избежать повторения мифа об ударе в спину. Кроме этого, капитуляцию обязательно должно было подписать и высшее армейское руководство, чтобы избежать повторения мифа, но уже в контексте Второй мировой войны. По словам историка Джона Уиллера-Беннета:
Необходимо было довести нацистский режим и немецких генералов до безоговорочной капитуляции, чтобы донести до немецкого народа, что они сами проиграли войну; чтобы их поражение не приписывалось «удару в спину».
Оригинальный текст (англ.)It was necessary for the Nazi régime and/or the German Generals to surrender unconditionally in order to bring home to the German people that they had lost the War by themselves; so that their defeat should not be attributed to a "stab in the back".